# (39896) 1998 FB16
1998 أف بي 16 (ويعرف أيضًا باسم (39896) 1998 أف بي 16 وفق تسمية الكوكب الصغير) (بالإنجليزية: 1998 FB16)‏ هو كويكب ضمن حزام الكويكبات؛ وترتيبه 39896 من حيث الاكتشاف.
اكتُشف هذا الجُرم الفلكي بواسطة OCA–DLR Asteroid Survey ‏ في 29 مارس 1998.

## وصلات خارجية
- (39896) 1998 FB16 في قاعدة بيانات مختبر الدفع النفاث لأجرام النظام الشمسي الصغيرة

- الاكتشاف · مخطط المدار ·  العناصر المدارية · المعلمات المادية

- (39896) 1998 FB16 على موقع ويكي سكاي: DSS2, SDSS, GALEX, IRAS, Hydrogen α, X-Ray, Astrophoto, Sky Map, Articles and images